# 智利—朝鲜关系
智利－朝鲜关系（西班牙語：Relaciones Chile-Corea del Norte）是智利共和国和朝鲜民主主义人民共和国之间的国际关系。

## 历史

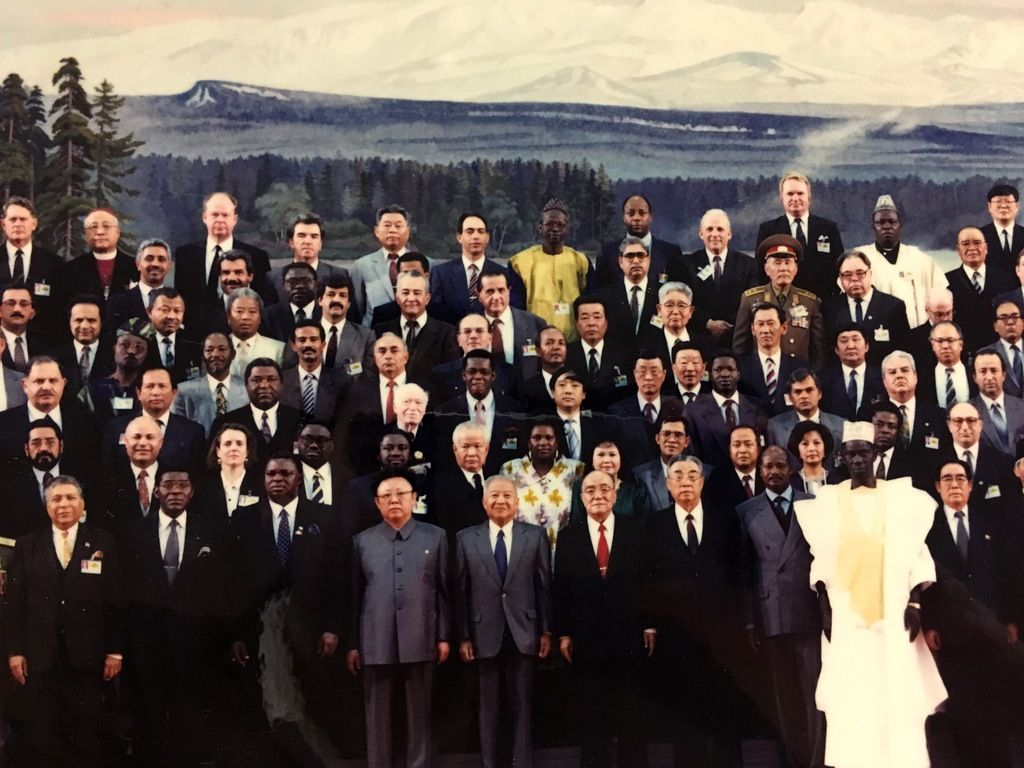
1992年金日成80岁生日时的照片，图中有智利前总统帕特里西奥·艾尔文的弟弟阿图罗·艾尔文。

冷战初期的智利处于西方阵营，因奉行反共主义，该国并没有立即跟朝鲜建交，而是在1962年与韩国建交:32。
1967年，时任智利参议员的萨尔瓦多·阿连德率领智利代表团访问朝鲜，为两国建交奠定了基石。阿连德就任智利总统不久后的1970年11月16日，两国正式建立外交关系，智利也是继古巴之后，第二个承认朝鲜的国家。1973年初，智利外交部长克洛多米罗·阿尔梅达访问平壤，在这次访问中朝鲜当局表示有意购买智利的铜。同年年中，双方签署了一项文化交流协议:39。然而，1973年智利政变后，新上台的皮诺切特军政府奉行反共主义，并与朝鲜断绝外交关系，朝鲜大使也被勒令离境。1992年9月25日，智利外长恩里克·席尔瓦·西马和朝鲜外长金永南在第47届联合国大会期间签署了恢复双边关系的协议。当年，智利总统帕特里西奥·艾尔文的弟弟阿图罗·艾尔文也参加了朝鲜最高领导人金日成的80岁生日典礼。
智利政府曾对朝鲜于2017年进行的弹道导弹试射表示担忧。美国亦曾因此要求智利中断与平壤的双边关系，但被时任智利外长赫拉尔多·穆尼奥斯拒绝。他指出两国关系已有“疏远”，并表示智利遵守了联合国对朝鲜的国际制裁。
目前，智利与朝鲜双方并未设立驻在对方国家的大使馆。智利的对朝事务由智利驻华大使馆兼辖，而朝鲜的对智事务则由朝鲜驻巴西大使馆兼辖。

## 贸易关系
2015年，两国贸易额达到2700万美元。智利主要向朝鲜出口铜阴极、蓝莓和肽类化合物，而朝鲜主要向智利出口铁和钢制品。智利是从朝鲜进口商品最多的拉丁美洲国家，其进口额超过巴西和墨西哥等其他拉美地区的朝鲜邦交国。